# Sanssat
 Sanssat  es una población y comuna francesa, situada en la región de Auvernia, departamento de Allier, en el distrito de Vichy y cantón de Varennes-sur-Allier.

## Demografía
| 313 | 328 | 309 | 280 | 287 | 277 |
| Para los censos de 1962 a 1999 la población legal corresponde a la población sin duplicidades (Fuente: INSEE [Consultar]) |     |     |     |     |     |